# Мазур, Трифон Григорьевич
Трифон Григорьевич Мазур (1919—1998) — капитан Советской Армии, участник Великой Отечественной войны, Герой Советского Союза (1945).

## Биография
Родился 24 июня 1919 года в селе Савинцы (ныне — Тростянецкий район Винницкой области Украины). Окончил Тульчинский педагогический техникум в 1938 году. Работал учителем начальной школы в селе Антоновка Томашпольского района.
В 1939 году призван на службу в Рабоче-крестьянскую Красную Армию. В 1943 году окончил Смоленское артиллерийское училище (эвакуированное в Ирбит).
К апрелю 1945 года лейтенант Трифон Мазур командовал взводом управления 6-й батареи 753-го артиллерийского полка 24-й пушечной артиллерийской бригады 5-й артиллерийской дивизии прорыва 4-го артиллерийского корпуса прорыва. Отличился во время штурма Берлина.
27 апреля 1945 года Мазур выдвинул одно из орудий вперёд и вместе с расчётом разрушил здание школы на Эбергальдештрассе, где находилось большое количество солдат и офицеров противника, 20 пулемётов, 4 зенитных установки и 2 реактивных орудия. Когда крупная группа солдат противника (около 150 человек) попыталась уничтожить расчёт, Мазур организовал круговую оборону, уничтожив 52 солдата и офицера и 3 артиллерийских орудия. В том бою Мазур получил ранение, но продолжал сражаться, уничтожив 2 солдата и взяв в плен ещё 6.
Указом Президиума Верховного Совета СССР от 31 мая 1945 года лейтенант Трофим Мазур был удостоен высокого звания Героя Советского Союза с вручением ордена Ленина и медали «Золотая Звезда» за номером 6765.
После окончания войны Мазур продолжил службу в Советской Армии. Окончил Высшую артиллерийскую школу. В 1957 году в звании капитана уволен в запас.
В том же году он заочно окончил географический факультет Саратовского государственного университета, после чего работал учителем географии в городе Пугачёве.
Скончался 30 января 1998 года.
Был также награждён орденами Богдана Хмельницкого 3-й степени и Отечественной войны 1-й степени, тремя орденами Красной Звезды, рядом медалей.